# Estación Puerta Tastil
Puerta Tastil es una estación ferroviaria ubicada en el paraje del mismo nombre, departamento Rosario de Lerma, provincia de Salta, Argentina.
En 2019 fue declarada Monumento histórico nacional.

## Servicios
Se encuentra actualmente sin operaciones de pasajeros.
Sus vías corresponden al Ramal C14 del Ferrocarril General Belgrano por donde transitan formaciones de carga de la empresa estatal Trenes Argentinos Cargas.